# The Queen’s Foundation

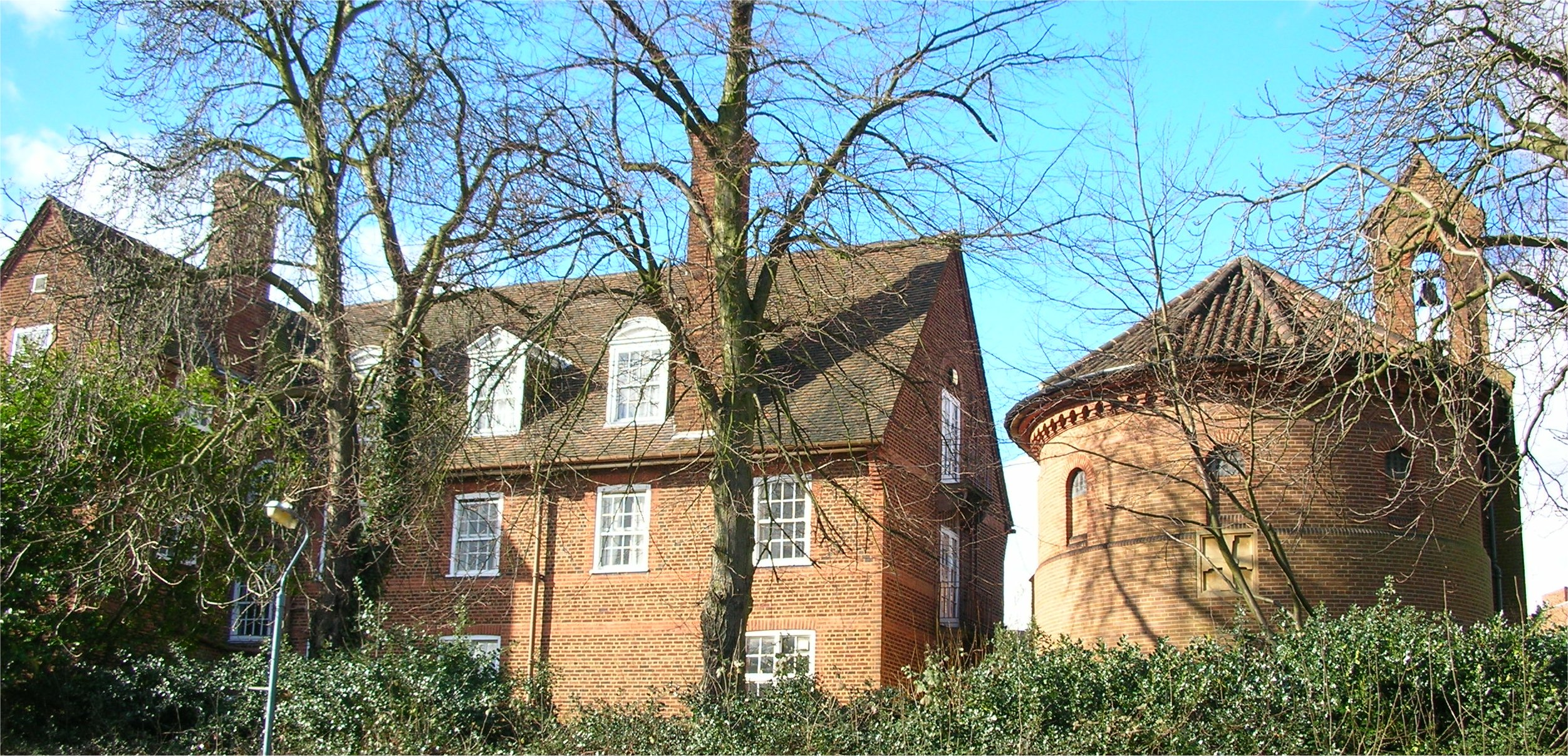
Holland W. Hobbiss-Gebäude und Chapel.

The Queen’s Foundation, for Ecumenical Theological Education (auch: Queen’s Foundation, Birmingham), ist ein ökumenisches Theologisches College in Birmingham. Zusammen mit dem West Midlands Ministerial Training Course bildet es das Centre for Ministerial Formation of the Queen’s Foundation for Ecumenical Theological Education. Es ist Ausbildungsstätte für die Church of England und die Methodist Church of Great Britain und die Kurse haben eine starke ökumenische Ausrichtung.
Die Queen’s Foundation selbst besteht aus dem Centre for Ministerial Formation, dem Queen’s Graduate and Research Centre, dem Centre for Black Ministries and Leadership und dem Selly Oak Centre for Mission Studies (Nachfolgeorganisation des Selly Oak College).

## Geschichte
Das College hatte seinen Ursprung 1828 im Queens’ College in der Paradise Street in Central Birmingham als anglikanisch geführte Medical School, die ein weites Spektrum an Ausbildungen bot. Bald schlossen sich die nicht-theologischen Departments dem nahegelegenen Mason Science College an, aus der 1900 die University of Birmingham entstand, Queen’s College blieb als theologische Einrichtung übrig und zog 1923 in die Somerset Road um.
Das Selly Oak Centre for Mission Studies wurde 2006 als Nachfolgeorganisation für das United College of the Ascension gegründet, eines der ehemaligen Selly Oak Colleges, und wird noch immer von der United Society for the Propagation of the Gospel und der Methodist Church gemeinsam geführt.
Die Queen’s Foundation war mit der University of Birmingham (damals: Queen’s College, Birmingham) verbunden. Einerseits durch die räumliche Nähe, andererseits durch Zertifikate, Diplome und Abschlüsse, welche die Studenten dort erhielten. 2009/10 erneuerte die Universität Birmingham ihre Organisationsstruktur der School of Philosophy, Theology and Religion, inklusive der Kooperationsvereinbarungen. Der Review empfahl die Beendigung der Arrangements mit Queen’s in den Lehr- und Forschungs-Abschlüssen. Eine neue Validierungsvereinbarung wurde mit der Newman University, Birmingham, für die Lehrprogramme getroffen. 2011 wurde ebenfalls eine neue Validierungsvereinbarung mit der University of Gloucestershire für Forschungsabschlüsse unterzeichnet. Das Queen’s Graduate and Research Centre bietet Post-Graduate-Studien für Master of Arts (MA) in Applied Theological Study und Forschungsmittel für die Abschlüsse Master of Philosophy (Ph.M.), Doctor of Theology (Th.D.) und Doctor of Philosophy (Ph.D.) an. 

## Gebäude
Das Wohnheim, sowie die Lodge (1929–30) und Chapel (1938–47) wurden von dem lokalen Architekten Holland W. Hobbiss erbaut. Die Kapelle war das erste englische kirchliche Gebäude mit einem Altar, bei dem der Zelebrant während des Gottesdienstes mit dem Gesicht zur Gemeinde steht. Das College beherbergte jeden Sommer die Mathematics Summer School des United Kingdom Mathematics Trust (UKMT) für ca. 40 Studenten.

## Schulleiter seit 1923
Der Principal des Seminars war gewöhnlich ein ordinierter anglikanischen Priester.
- 1923–1934 Herbert Raison
- 1934–1954 John Cobham
- 1954–1967 Arthur Gribble
- 1967–1973 John Habgood
- 1974–1979 Anthony Bird
- 1979–1987 Gordon Wakefield (Methodist Church)
- 1987–1993 Jamie Walker (Church of Scotland)
- 1994–2002 Peter Fisher
- 2003–2020 David Hewlett
- seit 2020 Clive Marsh

## Alumni
- Paul Bayes, Bischof von Liverpool
- Clinton Langston, British Army Chaplain und Archdeacon for the Army
- Rachel Mann, Priesterin, Dichter und Theologin
- David Walker, Bischof von Manchester
- Lucy Winkett, Priesterin, Rundfunkpersönlichkeit und Schriftstellerin